# Ewa Złotowska
Ewa Złotowska (ur. 8 lutego 1945 w Zakopanem) – polska aktorka teatralna, filmowa i dubbingowa oraz reżyserka dubbingu.

## Życiorys
Urodziła się w Zakopanem podczas zimowego pobytu matki w górach; jednak jej rodzina pochodzi z Warszawy, ojciec brał udział w powstaniu warszawskim. Jako dziecko uczyła się gry na skrzypcach i fortepianie oraz uczęszczała na zajęcia z rytmiki. Podczas nauki w II Liceum Ogólnokształcącym im. Stefana Batorego w Warszawie zadebiutowała w szkolnej inscenizacji Zemsty w reż. Jana Cichonia. W telewizji zadebiutowała w programie Szklana niedziela Stefanii Grodzieńskiej, jako najmłodsza członkini Szklanej Rodziny, w roli córki Andrzeja Szczepkowskiego i Danuty Szaflarskiej. W 1965 należała do Studenckiego Teatru Satyryków. Studiowała reżyserię w Instytucie Teatralnym w Sankt Petersburgu. W latach 1979–1981 pełniła funkcję kierownika artystycznego ZPR w Warszawie. Współpracowała m.in.: z Teatrem Scena Prezentacje w Warszawie. Na ekranie najbardziej znana dzięki rolom dubbingowym, w tym pszczółki Mai, która w latach 80. przyniosła jej olbrzymią popularność.
Jest autorką książki Największe miłości świata, wydanej w 2004.
Była żoną aktora Marka Frąckowiaka od 1992 roku do jego śmierci w 2017.
Od dłuższego czasu choruje na drżenie samoistne postresowe, w związku z czym porzuciła pracę w dubbingu.

## Filmografia
- 2023: Mój agent – starsza pani
- 2020–2021: Barwy szczęścia – Łucja
- 2020: Listy do M. 4 – zakonnica
- 2015–2018: Blondynka – dyrektorka szkoły
- 2009: Zamiana – tłumaczka
- 2006: Plac Zbawiciela – koleżanka Teresy
- 2003: Szycie na gorąco – Ewa Noblewska
- 2003: O krasnalach i Wigilii (głos)
- 2000–2001: Adam i Ewa – pani Danuta
- 2000–2006: Plebania – Zofia Kurczuk
- 1998: Zima w wiklinowej zatoce – Bąbel (głos)
- 1997: Boża podszewka – kobieta
- 1997: Dynastia Miziołków – Kaszydło (głos)
- 1994: Dom otwarty – kuzynka
- 1994–1996: Sceny z życia smoków – Żaba (głos, odc. 1-5)
- 1988: Dawid i Sandy – Dawid (głos)
- 1984–1988: Tajemnice wiklinowej zatoki – Serafin (głos)
- 1983–1989: W krainie czarnoksiężnika Oza (głos)
- 1981–1982: Dixie – Karolina (głos)
- 1979: Brzechwa – dzieciom – pani Ewa
- 1977: Wielka podróż Bolka i Lolka – Bolek (głos)
- 1976: Za rok, za dzień, za chwilę... – recepcjonistka
- 1975: Morderca z pociągu – Mariola
- 1972: Cezar i Kleopatra – Ptolemeusz

### Gościnnie
- 2016: Druga szansa – pani Zosia (odc. 16)
- 2015: Ojciec Mateusz – ciotka Justyny (odc. 161)
- 2014: Na dobre i na złe – Janka Kalinowska (odc. 555)
- 2014: Przyjaciółki – matka Andrzeja (odc. 32)
- 2013: Przepis na życie – zakonnica (odc. 65)
- 2012: Ojciec Mateusz – ciotka Justyny (odc. 96)
- 2011: Daleko od noszy – panna młoda (odc. 201)
- od 2010: Świat według Kiepskich –
  - 2010: Danuta Kwiatkowska (336)
  - 2010: ciocia Maria (odc. 350)
  - 2014: rencistka (odc. 433, 435)
  - 2014: jasnowidzka (odc. 445)
  - 2017: ciocia Bociana (odc. 518)
- 2010: Usta usta – sąsiadka Sebastiana (odc. 1)
- 2009: Siostry – Jadwiga Słowik (odc. 2)
- 2008: Hela w opałach – kustoszka w Muzeum Ziemi (odc. 45)
- 2007: Ja wam pokażę! – dyrektorka liceum (odc. 3, 4, 8)
- 2007: Mamuśki – właścicielka kwatery (odc. 9)
- 2004: Rodzinka – Jadzia (odc. 12)
- 2002: Kasia i Tomek – nerwowa kandydatka na lokatorkę (odc. 4)
- 2001: Miodowe lata – wróżka-oszustka (odc. 78)
- 2000: Duża przerwa – matka (odc. 4)
- 2000–2006: Plebania – Siostra Klara (odc. 128-1408)
- 1999: O zabawkach dla dzieci w Czternaście bajek z Królestwa Lailonii Leszka Kołakowskiego – Memi (głos)

## Polski dubbing

### Role
- 2013–2018: Pszczółka Maja (pierwsza wersja dubbingowa) –
  - Maja (seria I),
  - królowa Krystyna VI (seria II)
- 2013–2014: Inwazja kórlików
- 2011–2012: Victoria znaczy zwycięstwo – pani Lee
- 2009: Nowe przygody Batmana –
  - Mary McSweeney (odc. 1),
  - sceptyczny chłopczyk (odc. 1)
- 2008–2009: Spadkobiercy tytanów
- 2006–2008: Robotboy
- 2007: Tom – pani Hamilton
- 2005: Dom dla Zmyślonych Przyjaciół pani Foster –
  - Jańcia (odc. 6),
  - Bajdzo (odc. 12)
- 2004: Pszczółka Maja (druga wersja dubbingowa) – Maja
- 2002: Pszczółka Maja: Urodzinowa niespodzianka – Maja
- 2001: Pszczółka Maja: Wielka burza – Maja
- 2001: Hong Kong Phooey
- 1999: Przygody ośliczki Tosi
- 1998: Dwa głupie psy – Buffy Ziegenhagen (odc. 7a)
- 1997: Bernard i Bianka w krainie kangurów (druga wersja dubbingowa) – Bianka
- 1997: Bernard i Bianka – Bianka
- 1997–1998: Pinky i Mózg – Vanity (odc. 71a, 72b, 77b-78a)
- 1995: Stalowe magnolie – Truvy Jones
- 1993: Na gwiezdnym szlaku – Panna
- 1992: Wesoła siódemka – Pies Dolly (odc. 1-3)
- 1992−1993: Nowe przygody Kubusia Puchatka – Kessie (odc. 4, 42b)
- 1992: Bernard i Bianka w krainie kangurów (pierwsza wersja dubbingowa) – Bianka
- 1991–1992: Leśna rodzina –
  - Hollie Brązowy Zającek (odc. 1-3)
  - Daisy Miś (odc. 3a)
- 1991: Kacze opowieści: Poszukiwacze zaginionej lampy – Tasia Van Der Kwak
- 1991–1993: Kacze opowieści (pierwsza wersja dubbingowa) – Tasia Van Der Kwak
- 1985: Wodne dzieci – Ariadna
- 1985: Mali mieszkańcy wielkich gór – Jacky
- 1979–1982, 1993: Pszczółka Maja (pierwsza wersja dubbingowa) – Maja
- 1978: Charlie Brown i jego kompania – Patty
- 1975: Bezdomny – Miszo
- 1975: Baxter! – Nemo
- 1974: Joe w królestwie pszczół – Joe Bum Bum
- 1971–1975: cykl Pippi Långstrump – Pippi Långstrump
- 1970: Wujaszek czarodziej – Öcsi Balogh
- 1970: W królestwie króla gór – Mojca
- 1968: Kochałem Cię – Marina
- 1968: Niewidzialny batalion – Tina
- 1967: Dzieci kapitana Granta – Mary Grant[7]
- 1967: Pollyanna – Pollyanna[8]

### Reżyseria
- 2009: Spadkobiercy tytanów (odc. 30-34, 40-42)
- 2008–2009: Batman (odc. 57-85)
- 2008: Rocket Power
- 2003: Złap mnie, jeśli potrafisz
- 2003: Sindbad: Legenda siedmiu mórz
- 2002: Mustang z Dzikiej Doliny
- 2002: Tristan i Izolda
- 2001: Hong Kong Phooey
- 2000: Złych czterech i pies Huckleberry
- 2000: Fantometka
- 2000: Rodzina piratów
- 2000: Władca Ksiąg
- 1999: Mysz aniołek
- 1999: Mysz aniołek
- 1999: Zabić Sekala
- 1999: Długo i szczęśliwie
- 1998: Lassie
- 1998: Szczęśliwy dzień
- 1998: Pożyczalscy
- 1998−1999: Dwa głupie psy
- 1998–2001: Traszka Neda
- 1998: Anastazja
- 1997: Alex – sam w domu
- 1997–2001: Bobry w akcji
- 1997–1998: Pinky i Mózg
- 1997: Bodzio – mały helikopter (pierwsza wersja dubbingowa)
- 1997–1998: ReBoot (sezony II-III)
- 1997: Rob Roy
- 1996–1997: Sylvan (odc. 1, 3-5)
- 1996−1999: Maska
- 1996: Goofy na wakacjach
- 1996: Córka d’Artagnana
- 1996: Szaleństwo króla Jerzego
- 1996: Prawdziwe przygody profesora Thompsona
- 1995: Santo Bugito
- 1995: Księżniczka Caraboo
- 1995: Niezwykłe przygody małej pandy
- 1995: Twin Peaks: Ogniu krocz ze mną
- 1995: Dennis Rozrabiaka
- 1995: 101 Dalmatyńczyków
- 1995: Orson i Olivia
- 1992: Powrót do Howards End
- 1998−1999: Dwa głupie psy
- 1998: Piotruś Pan i piraci
- 1995: Stalowe magnolie
- 1995: 101 dalmatyńczyków (druga wersja dubbingowa)
- 1995: Wiedźmy
- 1993: Pszczółka Maja (druga wersja odc. 1-2)
- 1993: Pan niania